# Три рубля (Беларусь)
Три рубля́ (бел. Тры рублі) — номинал банкнот, использовавшийся в Беларуси с 1992 по 2001 год.

## История
3-рублёвая банкнота в Беларуси была введена в обращение 25 мая 1992 года. Выведена из обращения 1 января 2001 года.

## Характеристика

### Лицевая сторона
На лицевой стороне изображены 2 бобра. В правом верхнем углу помещена надпись «ТРЫ РУБЛІ» и цифровое обозначение номинала — «3». Слева от бобров в узорном орнаменте размещено крупное цифровое обозначение номинала, а над ним — серийный номер. Слева вверху изображён специальный узорный элемент. В нижней части банкноты проходит узорная кайма, обрамлённая защитными надписями в 3 строки сверху и снизу «РЭСПУБЛІКАБЕЛАРУСЬ», выполненными мелким шрифтом. Номер и серия банкноты размещены в левой части.

### Оборотная сторона
На оборотной стороне в узорном орнаменте помещён герб Погоня, слева и справа от которого изображены цифровые обозначения номинала. В верхней части банкноты через всё поле проходит узорная кайма, в нижней части проходят две узорные каймы, между которыми размещается надпись «РАЗЛІКОВЫ БІЛЕТ НАЦЫЯНАЛЬНАГА БАНКА БЕЛАРУСІ». В правой нижней части обозначен год — «1992». В верхней правой части надпись мелкими буквами «ПАДРОБКА РАЗЛІКОВЫХ БІЛЕТАЎ НАЦЫЯНАЛЬНАГА БАНКА БЕЛАРУСІ ПРАСЛЕДУЕЦЦА ПА ЗАКОНУ».

### Серии
Банкнота выпускались в 16 сериях: АА, АБ, АВ, АГ, АЕ, АЗ, АК, АЛ, АМ, АН, АО, АП, АР, АС, АТ, АУ.